# Fonnkèr
Le fonnkèr est, en créole réunionnais, un état d'âme propre aux Réunionnais et qui laisse transparaître un sentiment profond, un amour, un bonheur, une amertume, une émotion, une pensée. Le terme, qui dérive du français « fond du cœur », désigne aussi les modes d'expression qui permettent d'extérioriser cet état d'âme, en particulier la poésie réunionnaise, à tel point qu'il est devenu synonyme de « poème ». Le fonnkèr peut être dit oralement (dans la lignée de la tradition orale réunionnaise) ou peut être écrit, chanté, comme le font certains artistes réunionnais qui en ont fait leur spécialité, ainsi l'illustre Danyèl Waro, ou d'autres artistes de la nouvelle génération tels que Kréolokoz, Zanmari Baré, ou Ann O'aro. Par extension, on parlera alors de fonnkézèr et de fonnkézèz,. 